# Maria de Nassau
La comtessa Maria de Nassau, (Breda 7 de febrer de 1556 - Buren 10 d'octubre de 1616) va ser la segona filla de Guillem I d'Orange-Nassau i Anna d'Egmond.
Al començament de la guerra dels vuitanta anys que les províncies del nord dels Països Baixos mantenien contra Espanya, el Duc d'Alba va prendre com a ostatge al seu germà Felipe Guillem, primogènit de Guillem I d'Orange-Nassau, i ho va enviar a Espanya a on romandria fins al 1610. Maria va defensar vigorosament els drets del seu germà al títol de Príncep d'Orange i a la baronia de la ciutat de Breda, contra les pretensions del germanastre de tots dos, Maurici de Nassau. Així mateix, va reclamar la custòdia de les possessions de Felip Guillem durant la seva estada a Espanya, el que va provocar una disputa legal amb Maurici.
Els plans del seu pare i del seu germà Maurici incloïen el seu matrimoni amb el fill del duc d'Aerschot, per atreure aquest com aliat a la seva lluita contra els espanyols, però Maria va refusar. El 2 de febrer de 1595 Maria es va casar a Buren amb el comte Felip de Hohenlohe (mort el 1606). La parella no va tenir fills.